# کاترین مانوکیان
کاترین مانوکیان ( انگلیسی: Catherine Manoukian زادهٔ ۲ ژوئن ۱۹۸۱) نوازنده ویولن و کنسرت‌مایستر ارمنی‌تبار اهل کانادا است.

## زندگی‌نامه
وی در ۲ ژوئن ۱۹۸۱ در تورنتو به دنیا آمد و از دانشگاه تورنتو فارغ‌التحصیل گشت. 